# Раківка (Бериславський район)
Ракі́вка — село в Україні, у Бериславському районі Херсонської області. Населення становить 438 осіб.

## Населення

### Мовний склад
Рідна мова населення за даними перепису 2001 року:
| Мова       | Чисельність, осіб | Доля     |
| ---------- | ----------------- | -------- |
| Українська | 420               | 95,89 %  |
| Російська  | 16                | 3,65 %   |
| Інше       | 2                 | 0,46 %   |
| Разом      | 438               | 100,00 % |

## Історія
Хутори тут були засновані дуже давно, ще у період активного сільськогосподарського освоєння цих земель поміщиками російської імперії та іноземними землевласниками. Приблизно у середині ХІХ століття. 
Історично воно почало своє існування як невелике поселення, відомо спочатку під іншими назвами (як-от Керелівка). 
Так і Раківка, як і навколишні села (Тараса Шевченка,  Новосілка, Вільне), була одним з хуторів князя Трубецького. У селі й донині стоять будівлі тих далеких часів.
Після приходу радянської влади хутір було перейменовано на честь сина болгарського борця за свободу та рівність Георгія Раковського, колишнього лідера більшовиків Християна Георгійовича Раковського. 
У 1929 році Раківка і прилеглі села перейшли до складу радгоспу «Юркіно». Населення в основному займалося розведенням худоби та посівом злакових культур.
Уже після ІІ Світової, із об’єднанням усіх чотирьох сіл (Тараса Шевченка,  Новосілка, Вільне та Раківка) у радгосп «40 років Жовтня» 
За деякими джерелами Село засноване у 1978 році.
12 червня 2020 року  Раківська сільська рада, в ході децентралізації, об'єднана з  Бериславською міською громадою.
З початку широкомасштабного російського вторгнення в Україну село перебувало під окупацією. 
19 липня 2022 року знищена будівля сільської школи, яка використовувалася окупантами як військова база.
Визволене силами оборони України 10 листопада 2022 року в ході контрнаступу в Херсонській області.

## Відомі особа
В поселенні народився:
- Аверчев Олександр Володимирович (* 1966) — український економіст.